# Lituma en los Andes
Lituma en los Andes es una novela de 1993, publicada por la editorial Planeta,  del premio Nobel de Literatura peruano Mario Vargas Llosa. 
El libro ganó el Premio Planeta de 1993. 
El argumento sigue al personaje Lituma, que también está presente (con diversos rangos) en otras novelas de Mario Vargas Llosa (La casa verde, ¿Quién mató a Palomino Molero?, El héroe discreto, así como en la obra de teatro La Chunga). 

## Trama
Lituma, un cabo de la Guardia Civil, oriundo de la región costera de Piura, en el noroeste de Perú, recibe como destino el pequeño campamento minero de Naccos, en el departamento de Junín, en la zona montañosa andina de la sierra central, cuya capital es Huancayo. Lo ayuda en este puesto el joven guardia Tomás Carreño, apodado "Tomasito" o "Carreñito", originario de Sicuani, en la región montañosa del Cuzco. 
Ambos agentes de policía deben investigar la desaparición de tres hombres en la zona de obras de la carretera de Naccos. Las tres personas desaparecidas son forasteros entre los trabajadores indios de la construcción de carreteras: El joven Pedrito Tinoco de Abancay es mudo y Casimiro Huarcaya es albino.  Finalmente, don Medardo Llantac, vicegobernador de Andamarca, quien como capataz de la obra vial en Naccos, se esconde de los terroristas del  Sendero Luminoso bajo el nombre falso de Demetrio Chanca. 
Los dos policías se instalan en su puesto, un refugio de emergencia, en una zona abandonada. A veces logran captar la emisora de radio Junín. Armados y atrincherados, los representantes del Estado peruano esperan temerosos a los terroristas por la noche. Estos últimos se mantienen alejados a lo largo de la novela, pero se habla de varias masacres en el comedor de los constructores de la carretera.
A Lituma le preocupa la desaparición de Pedrito Tinoco. El gendarme Tomás Carreño lo había traído desde Andahuaylas. Pedrito, un pastor de vicuñas con retraso mental, había sobrevivido a un ataque de terroristas en lo alto de la Pampa Galeras.  Más tarde se hizo útil para todo en la pequeña comisaría de Nacco. 
Durante su investigación, Lituma se concentra desde el principio en el matrimonio de posaderos de la cantina, porque los responsabiliza de incitar a los indios. Es recibido con indiferencia por parte de  Adriana, de quien el cabo cree que es la principal culpable. Su marido, Dionisio, también endurecido, incluso se ríe del policía. Ambos cónyuges expresan una convicción muy arraigada: detrás de toda adversidad, detrás de toda maldad, se encuentra la deidad de la montaña. En la segunda mitad de la novela, Lituma sobrevive -a pie, de regreso a casa después de un acto oficial en la vecina mina de plata La Esperanza- sólo con suerte a un huaico que destruye el trabajo de los constructores de carreteras. 
El posadero Dionisio quiere venderle a Lituma el secreto del paradero de los tres desaparecidos para que él y su esposa puedan salir de Naccos. Dado que el policía es insolvente, le da a pesar de ello una pauta de lo sucedido.
Lo más probable es que ningún superior crea el espantoso hallazgo de la investigación del cabo Lituma, ya que se basa en declaraciones, pero no en pruebas sólidas: Dionisio y Adriana habían incitado a los trabajadores al canibalismo. Los restos de las tres víctimas habían sido arrojados al pozo de una mina abandonada. El motivo de los participantes era contrarrestar posibles desastres como corrimientos de tierra y otros accidentes, apaciguando a los espíritus de las montañas y a los demonios de las minas, como los apus, amarus  y muquis. Al mismo tiempo querían llevarse bien con los terroristas que merodeaban sin previo aviso en la obra.
Aunque el cabo Lituma es ascendido a sargento, debe comandar el remoto puesto de Santa María de Nieva  en la selva. El gendarme Tomás Carreño tiene más suerte: lo trasladan a Piura, la ciudad natal de su amada esposa Mercedes. 

## Personajes
- Lituma, cabo de la Guardia Civil del Perú. Es piurano y había servido en su tierra natal y en Talara. Enviado a la sierra para tomar el mando de un pequeño puesto policial situado en Naccos (departamento de Junín), es fiel cumplidor de su deber, pues permanece en su puesto pese a la amenaza de los terroristas, y se esfuerza en investigar la desaparición de tres personas. Como costeño y criollo le cuesta entender las costumbres e idiosincrasia de los habitantes del lugar, andinos y quechuahablantes. Lituma es protagonista en dos anteriores novelas de Vargas Llosa: La casa verde y ¿Quién mató a Palomino Molero?. Fue además un personaje secundario en la obra de teatro La Chunga y también personaje menor en el cuento Un visitante (incluido en Los Jefes), Historia de Mayta y en un radioteatro de Pedro Camacho en La tía Julia y el escribidor, aunque este último libro no tiene conexión directa al resto de sus apariciones. En una entrevista Vargas Llosa se pronunció sobre su recurrente personaje: "Lituma aparece desde mis primeros cuentos, aparece desde Un visitante. En Lituma en los Andes aparece por primera vez como protagonista. Es curioso, porque tú sabes que yo no tengo ninguna explicación, de porque ese personaje más bien anodino, más bien comparsa, más que protagonista, es un personaje que ha reaparecido tantas veces a lo largo de mis historias y otros personajes con mucho más relieve, con más personalidad se han borrado, la verdad que no ha sido en absoluto deliberado, escribía las historias y de pronto comparecía “motu proprio”. Es un personaje que supongo que la explicación es que siempre estuvo allí y del que tuve y que tengo todavía la sensación, pero es algo bastante inconsciente, de no haberlo aprovechado del todo, como si el personaje potencialmente diera más de lo que realmente yo he hecho con él hasta ahora. Supongo que es una explicación, pero no tengo ninguna explicación racional. Es como el personaje que aparece ahí en el subconsciente o sale del subconsciente como diciendo bueno, aquí estoy, todavía estoy vivo, todavía tengo posibilidades de desarrollarme, actuar, participar, vivir, porque no estoy suficientemente aprovechado." [16]

- Tomás Carreño, llamado familiarmente Tomasito o Carreñito, proviene de Sicuani (departamento del Cuzco) y habla quechua, aunque también domina el castellano y parece criollo. Es de contextura delgada pero maciza, “con unos ojos hondos y vivos, una piel cetrina y unos dientes blancos y protuberantes”. [17]Subordinado de Lituma, convive con él en el  puesto policial de Naccos, siempre con la aprensión de que los terroristas los sorprendan. Narra extensamente su amorío con Mercedes y se revela en ese sentido como un espíritu cándido, si bien capaz de emplear la violencia.
- Mercedes Trelles, bailarina de un cabaret limeño y piurana de origen, es mencionada constantemente por Tomasito en sus diálogos nocturnos con Lituma. Tomasito la conoció en Tingo María, a donde Mercedes había ido, contratada por un mafioso apodado "El Chancho" para que participara en prácticas sadomasoquistas. Tomasito, enamorado de Mercedes, mata a "El Chancho", huye con ella y por un tiempo viven juntos. Mercedes, sin embargo,  termina por abandonarlo. Tomasito, desolado, parte a Naccos, sin importarle el riesgo que tal misión supone. Al final de la obra Mercedes visita inesperadamente a Tomás. Se la puede identificar con la Mercedes que aparece en la obra teatral del mismo autor, titulada La Chunga, pero cuya historia se sitúa en 1945. [18]
- Dionisio es el cantinero de Naccos, borrachín, gordo y fofo. En el pasado fue un comerciante de pisco que recorría el país seguido de un cortejo de danzantes, músicos y mujeres. Cantaba, brincaba, tocaba el charango y hacía de ukuku. [19]Se dice que convocaba al demonio vestido de mujer. Se casa con Adriana, a quien enseña las artes adivinatorias, y se instalan en Naccos.
- Adriana, esposa de Dionisio, de entre 40 y 50 años, de rasgos aindiados pero de tez clara, corpulenta y de amplias caderas, es la bruja o curandera del pueblo, practica la cartomancia y la quiromancia. También ayuda a su esposo atendiendo en la cantina a los obreros que trabajan en la construcción de la carretera.
- Timoteo Fajardo, pareja de Adriana antes de que conociera a Dionisio. Hombre temerario y narigón, lo que le será útil en su empeño por eliminar al pishtaco Salcedo que asola la región.
- Pedrito Tinoco, el mudito, un ser humilde y servicial, a quien las personas motejaban de opa (idiota) y con el que evitaban tener relación cercana, según la costumbre andina frente a las personas de su temperamento. De niño había sido abandonado en Abancay y se crio en la parroquia del pueblo. Ya joven se dedicó a ser barrendero, cargador, lustrador de botas, acomodador de circos, entre otros oficios. Un día fue levado para servir en el ejército pero huyó y se internó en la puna, donde unos pastores lo encontraron casi muerto de hambre y de frío. Se recuperó y aprendió los oficios del campo. Poco después se le encargó la cría de vicuñas en un paraje alejado. Un día llegaron senderistas armados, quienes exterminaron  a todas las vicuñas, aduciendo que su crianza era uno de los roles que el imperialismo imponía a los pueblos explotados. Pedrito queda desolado ante tal matanza, pero se recupera y llega a Naccos, donde consiguie trabajo como sirviente en el puesto policial. Se gana pronto la confianza de Lituma y Tomasito, para quienes hace mandados, limpia los barracones y lava la ropa, hasta que un día desaparece sin dejar rastro.
- Casimiro Huarcaya, albino de Yauli, es hijo de un tinajero. A los 15 años se escapa de su pueblo con un comerciante viajero, con el que recorre la sierra aprendiendo el oficio. Se relaciona con la joven Asunta, quien le comunica que espera un hijo suyo. En un primer momento Casimiro la rechaza, pero luego la busca, comienza a visitarla y a ofrecerle regalos. Asunta desaparece y su familia no quiere comunicarle su paradero. La busca mucho tiempo hasta que la encuentra formando parte de un grupo de senderistas, quienes lo condenan muerte por violador. Asunta se encarga de la ejecución, fallando -intencionadamente o no- el disparar. Huyendo de los terroristas, Casimiro recala en Naccos, donde consigue trabajo en la construcción de la carretera. Casimiro y Pedrito "tienen una característica común que les encaminará hacia un destino similar: son diferentes. Esas diferencias serán las que les hagan sufrir una violencia irracional, basada en la ignorancia y el miedo a lo distinto." [20]
- Demetrio Chanca es el capataz de barreneros de la obra de la carretera que pasa por Naccos, su verdadero nombre es Medardo Llantac. Había sido alcalde de Andamarca, y una noche escapó de morir a manos de los senderistas. Su salvación se debió a una pura casualidad, pues en el momento en que los terroristas asaltaron su casa, se hallaba afuera, en una acequia cercana, víctima de una incontenible diarrea. Se ocultó dentro de un sepulcro, hasta que los senderistas se retiraron. huyendo luego a a Naccos. Adriana le predice el futuro: "Que lo iban a sacrificar para aplacar a los malignos que tantos daños causan en la zona. Y que lo habían escogido a él porque era impuro." [21]
- Paul Stirmsson, llamado Escarlatina, un profesor danés que pasa desde hace treinta años sus vacaciones en Perú. Domina el español y el quechua. Enseña en Odense las costumbres, los mitos y la historia del Perú. Dice del mismo: "Es un país que no hay quien entienda [...] Y no hay nada más atractivo que lo indescifrable, para gente de países claros y transparentes como el mío." [22]Le explica a Lituma que los chancas y los huancas sacrificaban gente cuando iban a abrir un camino para mostrar su respeto a los espíritus del monte a los que iban a perturbar. "Para ellos no había catástrofes naturales. Todo era decidido por una voluntad superior, a la que había que ganarse con sacrificios." [22]
- Hortensia d’Harcour, investigadora báltica casada con un peruano. Dirige un proyecto de forestación. Es asesinada por el Sendero Luminoso en Huancavelica. [N 1]Un miembro del grupo terrorista argumenta antes de matarla: "Esta es una guerra y usted es un peón del enemigo de clase [...] Usted ni siquiera se da cuenta de que es un instrumento del imperialismo y del estado burgués. Y encima se da el lujo de tener buena consciencia, de sentirse la gran samaritana del Perú. Su caso es típico." [23]
- Michèle y Albert, una joven pareja de mochileros franceses, asesinados por el Sendero Luminoso.
- El Chancho, un narcotraficante con tendencias sadistas que se hace traer a Mercedes desde Lima. Muere tiroteado por Tomás, que trabajaba como su guardaespaldas.
- Iscariote, compañero de Tomás, a quien posibilita la huida con Mercedes.
- Francisco López, encargado de la seguridad en la mina "La Esperanza".
- Pishtaco Salcedo, "seca" a Juan Apaza y a Sebastián, un amigo de Timoteo Fajardo, chupándoles la grasa. Se hace llevar las muchachas del lugar para que lo sirvan. Timoteo Fajardo lo mata.

## Estructura
El epígrafe remite a William Blake:

Cain's City built with Human Blood,

Not blood of bulls and Goats. 
La Ciudad de Caín construida con Sangre Humana,

No sangre de toros y Cabras. 

La obra de Blake trata temas como venganza, expiación, perdón y autoaniquilación a través de las reacciones de Adán, Eva, Satanás y Jehová ante el asesinato de Abel. 
De forma similar le dice Adriana a Lituma: "Todos estos cerros están llenos de enemigos Poco se puede contra ellos[...] Pero, algo sí. Desenojarlos, distraerlos. No con esas ofrendas de los indios, en las abras. Esos montoncitos de piedras, esas florecitas, esos animalitos, [...] no sirven para nada. Ni esos chorros de chicha que les derraman. En esa comunidad de aquí al lado les matan a veces un carnero, una vicuña.Tonterías. Estará bien para tiempos normales, no para éstos. A ellos lo que les gusta es el humano." 
La novela tiene dos partes y un epílogo. La primera parte tiene cinco capítulos y la segunda parte cuatro.

### Primera parte
Capítulo I
- Lituma y Tomás en los Andes. La mujer de Demetrio Chanca informa sobre su desaparición. [28]
- Muerte de Michèle y Albert. [29]
- El Chancho golpea a Mercedes y Tomás lo mata, huyendo con ella. [30]

Capítulo II
- Lituma y Tomás investigan las desapariciones e interrogan a Adriana. [31]
- Historia de Pedrito Tinoco. [32]
- La huida de Tomás y Mercedes. [33]

Capítulo III
- Especulaciones sobre la desaparición de Casimiro Huarcaya. Tortura de Pedrito Tinoco. [34]
- El Sendero Luminoso ocupa Andamarca. Mutuas acusaciones de sus habitantes. Juicios y ejecuciones. [35]
- Mercedes y Tomás en Huánuco. [36]

Capítulo IV
- Lituma interroga a Dioniso. [37]
- Historia de Hortensia d'Harcourt y su muerte a manos del Sendero Luminoso. [38]
- Mercedes y Tomás son descubiertos por Iscariote. [39]

Capítulo V
- Interrogatorio de Adriana y Dioniso. El Sendero Luminoso asalta la mina de plata "La Esperanza". [23]
- Historia de Casimiro Huarcaya. [40]
- Continuación de la huida de Mercedes y Tomás. [41]

### Segunda parte
Capítulo VI
- Lituma en "La Esperanza". Conversación con Paul Stirmsson. [42]
- Narración de Adriana. [43]
- Mercedes y Tomás en Lima. [44]

Capítulo VII
- Diálogo entre Lituma y Francisco López. El huayco. [45]
- Adriana cuenta la historia del pishtaco Salcedo. [46]
- Mercedes y Tomás en Lima. [47]

Capítulo VIII
- Continuación de la historia de Casimiro Huarcaya. [48]
- Narración de Adriana sobre Dionisio. [49]
- Tomás debe rendir cuentas a su padrino por la muerte del Chancho. [50]

Capítulo IX
- Diálogo entre Lituma, Adriana y Dionisio. El fin de Pedrito Tinoco.[51]
- Narración de Adriana sobre Naccos. [52]
- Fin de la narración de Tomás. [53]

### Epílogo
- Llegada de Mercedes a Naccos. Confesión del barrenero sobre lo sucedido con los desaparecidos. [54]

## Análisis
Lituma en los Andes fue la primera novela escrita por Vargas Llosa luego de su derrota en la campaña electoral de 1990. 
El tema inicial y recurrente es el de las desapariciones, lo cual lleva a que el libro puede leerse como una novela policíaca, si bien la resolución del caso no sorprende al final de la novela. 
El enamoramiento de Tomás es un hilo narrativo que se extiende a lo largo de toda la obra y no tiene nada que ver con el caso criminal descrito anteriormente. Entretiene a Lituma y al lector como una larga historia con final feliz. A ello se suma un "[...] diálogo retrospectivo [donde] conversan los propios Tomás y Mercedes -con la intervención eventual de otros personajes- durante su accidentado romance unos meses antes de que Tomás llegara a Naccos como adjunto de Lituma." 
La narración de Adriana se presenta varias veces como un discurso literal, largo y cargado de mitos. Tanto Adriana como Dioniso "están ligados a lo irracional: el alcohol, el baile, el sexo, la violencia, la muerte." 
Misha Kokotovic opina que la forma narrativa de la novela "establece una especie de equivalencia estructural entre Sendero Luminoso, por un lado, y Adriana y Dionisio, por el otro. Esta equivalencia estructural se ve reforzada por la investigación de Lituma, que vincula a ambos e identifica a ambos como expresiones de una barbarie indígena atávica. La supuesta supervivencia de creencias y prácticas andinas precolombinas, como los sacrificios humanos rituales, finalmente se revela como la principal fuente de la violencia que azota al Perú de finales del siglo XX." 

### El Sendero Luminoso
La acciones del Sendero Luminoso son descritas en cinco secciones independientes contadas en tercera persona. La primera describe el brutal asesinato por parte de la guerrilla de la pareja de turistas franceses. Actos como el narrado eran parte de la estrategia de la organización terrorista. Un ejemplo especialmente sangriento fue el atentado en 1986 al tren Cuzco-Machu Picchu, en el cual murieron 8 personas y 35 resultaron heridas.  En la segunda, para el horror de Pedrito Tino, matan a una manada de vicuñas en una "reserva que inventó el imperialismo". Si bien no hay cifras oficiales sobre el asesinato masivo de animales que realizó el Sendero Luminoso "se calcula que solo en Junín, Ayacucho, Huancavelica y Puno el número supera los dos millones." Una de las primeras matanzas que pasaron a conocimiento público fue la de los perros de Deng Xiaoping.  En su tercera aparición ocupan el pueblo de Andamarca, ejecutan a funcionarios del gobierno local y enfrentan a los residentes entre sí en un frenesí sangriento de denuncia mutua por delitos reales e imaginarios. Las prácticas del Sendero Luminoso en sus "juicios populares" devenían a veces en  "degollar, estrangular, lapidar y quemar" a los condenados.  En la cuarta parte un grupo de ecologistas liderados por la académica Hortensia d'Harcourt, una rica ambientalista limeña nacida en Europa, son sus víctimas. Son ejecutados por colaborar con el gobierno trabajando con comunidades andinas en proyectos de reforestación. Un hecho equiparable sucedió en la llamada masacre de Chancay. La quinta sección cuenta la historia de Casimiro Huarcaya, un comerciante albino, quien en uno de sus viajes deja embarazada a una joven y luego la abandona. Cuando se reencuentra con ella, ella es la líder de una unidad de Sendero Luminoso que lo condena a muerte.  Vargas Llosa escribió en La utopía arcaica: "En contra de la imagen que algunos irredentos aficionados al color local quisieron fabricarle, Sendero Luminoso no fue un movimiento indigenista de reivindicación étnica quechua, antioccidental, expresión contemporánea del viejo mesianismo andino." Dijo también en una entrevista, que los miembros del Sendero Luminoso: ""han declarado la guerra y están aplicando el terrorismo...[porque] se consideran con derecho a matar en nombre de una utopía" y que "la persona que está absolutamente segura de su verdad puede aplicar la violencia con absoluta frialdad. ... [Los senderistas] se consideran poseedores de la verdad absoluta y actúan en consecuencia. 

### Mitos
Vargas Llosa incorpora en la novela tanto la mitología griega como la incaica,  así como la de los huancas, antiguos peruanos, que anteriormente vivían en Junín. La pareja griega Dioniso y Ariadna son los modelos a seguir de la pareja criminal Dionisio y Adriana. Dionisio, por ejemplo, toca la quena durante sus Dionisias.  El autor emula el hilo de Ariadna en la novela, pero a su manera: Timoteo Fajardo, el intruso de nariz grande en el laberinto, come mucho de antemano y, por lo tanto, puede dejar sus heces a lo largo del camino para orientarse en su retorno. Gracias a su sistema olfativo sobredimensionado, logra regresar a pesar de la oscuridad. El personaje del Minotauro es sustituido por el del pishtaco Salcedo.  Vargas Llosa explicó su idea de mezclar el mito clásico con un ambiente andino en una entrevista con Miguel Pérez: "Vi que un alumno que trabajaba a mi lado leía un libro sobre los mitos griegos. Una nota decía que el de Dionisio no era tanto el mito sobre la embriaguez divina sino más bien un mito en torno a la violencia que surge en la vida y en la Historia cuando uno se entrega a la irracionalidad. Y me di cuenta de que eso era lo que estaba viviendo el Perú. Así surgió la idea de introducir en la novela el mito de Dionisio recreado en el ambiente andino". 
La mezcla de mitologías contiene también elementos cristianos apropiados: antes de que Pedrito Tinoco encuentre su destino en la cantina, recibe varias veces el beso de Judas de manos del posadero Dionisio. 

## Contexto
En la Masacre de Uchuraccay murieron asesinados ocho periodistas, su guía y un comunero, supuestamente ajusticiados por el Sendero Luminoso.  Vargas Llosa presidió en 1983 la Comisión Investigadora de los Sucesos de Uchuraccay,   que llegó a la conclusión de que quienes realmente llevan a cabo el crimen habían sido campesinos del lugar que habrían confundido los implementos de trabajo de los periodistas (cámaras, trípodes, filmadoras) con armas de fuego. Los uchuraccaínos afirmaron haber sido incitados a actuar de esa manera por la policía: "Los mismos sinchis dijeron: nosotros no vendremos por tierra, sólo en helicóptero. Y si algún desconocido viene por tierra, lo matan." El informe de la comisión fue objeto de diversas críticas, lo cual llevó a Vargas Llosa  en julio de 1983 a publicar en inglés la extensa crónica Inquest in the Andes en el dominical del The New YorkTimes,  trabajo que luego se difundiría en la revista Vuelta de Octavio Paz y en otros medios con el título de Historia de una matanza. Vargas Llosa comentó la actitud de los uchuraccaínos diciendo: ""Esos hombres y mujeres de Uchuraccay.. .mueren y matan por razones que ni siquiera acaban de entender. Han perdido la brújula y no están en condiciones de discernir ni siquiera...con quién aliarse para no ser exterminados." 

## Recepción
Marie Arana-Ward  escribe en el Washington Post del 25 de febrero de 1996 que no se trata de una novela policíaca, sino más bien de una crítica social hábilmente empaquetada. The Atlantic relaciona la campaa presidencial de Vargas Llosa con la novela: "En el relato de Vargas Llosa sobre su campaña presidencial, las fuerzas sangrientas y aberrantes del miedo, el resentimiento y el oscurantismo triunfaron sobre la razón urbana. Death in the Andes [título en inglés]  recrea ese fracaso nacional y personal. El cabo decente, que representa la autoridad, está aislado e indefenso en Naccos. La novela ofrece vívidas demostraciones de porqué Perú, al que el naturalista del siglo XIX Antonio Raimondi llamó "un mendigo sentado en un banco de oro", se ha convertido en un símbolo internacional de autodestrucción. Al igual que los Jemeres Rojos camboyanos, el Sendero Luminoso –antes de que el presidente Fujimori mostrara a su legendario líder, Abimael Guzmán, cautivo en una jaula– era mundialmente conocido por su salvajismo al servicio del celo ideológico." 
Misha Kokotovic considera la novela racista: "La persistencia de las culturas indígenas aquí no es simplemente un obstáculo para la solución de problemas sociales apremiantes, es el problema, en la forma de la insurgencia guerrillera de Sendero Luminoso, que para Vargas Llosa es poco más que el producto de la atávica barbarie indígena. El racismo directo de Lituma en los Andes es aún más significativo porque es el primer compromiso literario sostenido de Vargas Llosa con los Andes y los pueblos indígenas andinos."  Juan Carlos Piñeyro destaca también que "en la trama de la novela se destacan positivamente las figuras que encarnan la cultura occidental (criollos y europeos) mientras que los habitantes originarios de los Andes aparecen como si estuvieran dominadas por creencias que los llevan a cometer actos de crueldad comúnmente atribuidos a los “bárbaros”. De ese modo, en Lituma se representa una visión degradada de los pueblos indígenas muy semejante a la que reproducen otras obras del mismo autor en las que se introducen las etnias amazónicas." 
Kirkus Reviews opinó que se trata de "Una novela estupenda: dramática y variada, rica en incidentes, caracterizaciones y atmósferas, e inquietantemente directa en sus implicaciones políticas y humanas. Uno de los mejores libros de Vargas Llosa en años." 
Der Spiegel resaltó: "Dos circunstancias reconciliarán también a las mentes críticas con el libro de Vargas Llosa. Por un lado, la técnica narrativa: cortes duros y precisos, como en una película, permiten que el pasado, el presente y el pasado anterior se entrelacen. Los niveles de tiempo cambian de forma extremadamente rápida y, sin embargo, el lector siempre sabe en qué momento se encuentra. Lo que también habla de Lituma en los Andes es que Mario Vargas Llosa tiene aquí un pie en el kitsch. Y a veces las mejores historias se cuentan desde esta posición incómoda." 

## Premios y reconocimientos
- 1993: Premio Planeta [3]
- Lituma en los Andes fue citada entre “Las cien mejores novelas en español del siglo XX ” seleccionada en enero de 2001 por El Mundo.